# Elephantomyia
Elephantomyia är ett släkte av tvåvingar som beskrevs av Osten Sacken 1860. Elephantomyia ingår i familjen småharkrankar.

## Dottertaxa tillElephantomyia, i alfabetisk ordning[1][2]
- Elephantomyia adirondacensis
- Elephantomyia affluens
- Elephantomyia alticola
- Elephantomyia angusticellula
- Elephantomyia angustissima
- Elephantomyia arcuaria
- Elephantomyia argenteocincta
- Elephantomyia argentipleura
- Elephantomyia argyrophora
- Elephantomyia atropleura
- Elephantomyia aurantia
- Elephantomyia aurantiaca
- Elephantomyia banksi
- Elephantomyia barda
- Elephantomyia boliviensis
- Elephantomyia brachyrhyncha
- Elephantomyia brunneipennis
- Elephantomyia carbo
- Elephantomyia ceratocheiloides
- Elephantomyia chionopoda
- Elephantomyia chiriquiana
- Elephantomyia cinctiventris
- Elephantomyia clitellaria
- Elephantomyia corniculata
- Elephantomyia curtirostris
- Elephantomyia daedalus
- Elephantomyia decincta
- Elephantomyia delectata
- Elephantomyia dietziana
- Elephantomyia dikopos
- Elephantomyia diligens
- Elephantomyia distinctior
- Elephantomyia edwardsi
- Elephantomyia egregia
- Elephantomyia filiform
- Elephantomyia flaveola
- Elephantomyia flavicolor
- Elephantomyia fulvithorax
- Elephantomyia fumicosta
- Elephantomyia fumipes
- Elephantomyia fuscodorsata
- Elephantomyia fuscomarginata
- Elephantomyia garrigouana
- Elephantomyia glabrata
- Elephantomyia grahami
- Elephantomyia handschini
- Elephantomyia hargreavesi
- Elephantomyia hokkaidensis
- Elephantomyia hoogstraaliana
- Elephantomyia humilis
- Elephantomyia hyalibasis
- Elephantomyia inaequistyla
- Elephantomyia infumosa
- Elephantomyia insolita
- Elephantomyia insularis
- Elephantomyia inulta
- Elephantomyia isakana
- Elephantomyia juquiensis
- Elephantomyia krivosheinae
- Elephantomyia laetifica
- Elephantomyia laticincta
- Elephantomyia luculenta
- Elephantomyia luteiannulata
- Elephantomyia luteipennis
- Elephantomyia mackerrasi
- Elephantomyia maculistigma
- Elephantomyia major
- Elephantomyia meridionalis
- Elephantomyia montana
- Elephantomyia mossambica
- Elephantomyia multisignata
- Elephantomyia multizona
- Elephantomyia nana
- Elephantomyia neavei
- Elephantomyia nigriceps
- Elephantomyia nigriclava
- Elephantomyia nigropedata
- Elephantomyia niphopoda
- Elephantomyia nitidithorax
- Elephantomyia niveipes
- Elephantomyia orthorhabda
- Elephantomyia ovalistigma
- Elephantomyia palmata
- Elephantomyia pauliani
- Elephantomyia penai
- Elephantomyia pendleburyi
- Elephantomyia percuneata
- Elephantomyia pertenuis
- Elephantomyia pictithorax
- Elephantomyia pictivena
- Elephantomyia pictiventris
- Elephantomyia pleurolineata
- Elephantomyia primitiva
- Elephantomyia primogenia
- Elephantomyia pringlei
- Elephantomyia pseudosimilis
- Elephantomyia ruapehuensis
- Elephantomyia samarensis
- Elephantomyia satura
- Elephantomyia schwetzi
- Elephantomyia scimitar
- Elephantomyia serotina
- Elephantomyia serrulifera
- Elephantomyia setosa
- Elephantomyia setulistyla
- Elephantomyia sophiarum
- Elephantomyia sordidipes
- Elephantomyia subhumilis
- Elephantomyia subterminalis
- Elephantomyia suffusa
- Elephantomyia supernumeraria
- Elephantomyia takachihoi
- Elephantomyia tarsalba
- Elephantomyia tasmaniensis
- Elephantomyia tayloriana
- Elephantomyia tenuissima
- Elephantomyia tetracantha
- Elephantomyia tigriventris
- Elephantomyia tomicola
- Elephantomyia unicincta
- Elephantomyia wahlbergi
- Elephantomyia vesca
- Elephantomyia westwoodi
- Elephantomyia zealandica
- Elephantomyia zonata